# Erhard Mauersberger
Erhard Mauersberger, né le 29 décembre 1903 à Mauersberg (maintenant partie de Großrückerswalde, Saxe) et mort le 11 décembre 1982 à Leipzig, est un chef de chœur, compositeur, pédagogue et Thomaskantor allemand, le 14e Thomaskantor après Jean-Sébastien Bach.

## Biographie
Erhard Mauersberger, fils d'un cantor de Mauersberg, est le plus jeune frère de Rudolf Mauersberger, qui était cantor du Dresdner Kreuzchor. Il a été membre de Chœur de l'église Saint-Thomas de Leipzig, entre 1914 et 1920 sous la direction de Gustav Schreck. Il a étudié l'orgue avec Karl Straube au Conservatoire de Leipzig.
En 1925, il est devenu directeur de l'Aachener Bachverein (en), en 1928 professeur à la Musikhochschule de Mayence et cantor de la Christuskirche de Mayence. À partir de 1930, il était cantor de la Georgenkirche à Eisenach. En 1932, il a commencé à enseigner à la Hochschule für Musik Franz Liszt Weimar, nommé professeur de direction chorale en 1946. À partir de 1950, il a dirigé le Thüringer Kirchenmusikhochschule à Eisenach.
De 1961 à 1972, il a été Thomaskantor, succédant à Kurt Thomas. Il a dirigé la Passion selon saint Matthieu de Bach dans un enregistrement avec Peter Schreier comme évangéliste, Theo Adam comme Vox Christi (voix de Jésus), Adele Stolte, Annelies Burmeister (en), Hans-Joachim Rotzsch et Günther Leib.
Il a composé des œuvres a cappella de style romantique tardif.

## Hommages
L'astéroïde (12782) Mauersberger est nommé en son honneur.

## Source de la traduction
- (en) Cet article est partiellement ou en totalité issu de l’article de Wikipédia en anglais intitulé « Erhard Mauersberger » (voir la liste des auteurs).